# Covasacris pallidinota
Covasacris pallidinota är en insektsart som först beskrevs av Bruner, L. 1900.  Covasacris pallidinota ingår i släktet Covasacris och familjen gräshoppor. Inga underarter finns listade i Catalogue of Life.